# Сюйду Абдулла кызы
Сюйду Абдулла кызы (около 1799 года, село Тарки, Тарковское шамхальство — ?) — княжна, первая жена генерала Ермолова из Тарки, дочь Абдуллы. Мать генерал-лейтенанта Российской империи Виктора Алексеевича Ермолова. А. Ермолов имел тюркские корни.

## Знакомство с Ермоловым
В ноябре 1819 года, после разгрома Ахмед-хана Аварского у аула Бавтугай, Ермолов прибыл в дружественную для Российской империи Тарку. Шамхал Тарковский восхищался Ермоловым. Пытаясь угодить царскому наместнику и знатному жениху, он представил ему местных красавиц. В Тарках Ермолову понравилась молодая девушка по имени Сюйду, дочь местного жителя Абдуллы. Ермолов обговорил с родителями денежные условия (калым), те пригласили муллу, свидетелей и заключили кебин. В будущем Ермолов надеялся привести жену в православие и узаконить христианским венчанием. Об этом Ермолов не раз говорил с владыкой Кавказским Феофилактом.
В Тарках в честь уважаемого здесь гостя был устроен прием. Генерал Ермолов ел, пил и незаметно, чтобы не выдать себя, присматривался к женской половине. Ему понравилась одна из девушек с гордой осанкой, она поразила его своей красотой и сложением.

— Кто она такая? — спросил он у шамхала.
— Моя подданная.
— Я не о том. Имя у неё есть?
— Да, конечно, — отвечал, смеясь, шамхал. — Сюйду, дочь Абдуллы, двадцать лет.
— Что значит Сюйду? — спросил генерал.
— Влюбилась.
— В кого?
У шамхала язык прилип к горлу, но все-таки ответил:

— Да ни в кого. Имя у неё такое…— Гаджиев Б. Дочери Дагестана
Шамхал понял, почему Ермолов заговорил о ней, и на следующий день привел Сюйду к генералу.
Сюйду не смогла ослушаться Шамхала и стала женой Ермолова, он был в два раза старше неё. Сюйду имела преимущество: если А. П. Ермолова настигнет смерть, если не будет детей, Сюйду могла получить четвертую часть наследства, если же родятся дети — восьмую часть. Такой выгодный договор удовлетворил Сюйду и её родителей.
Когда А. П. Ермолов уезжал в Тифлис, Сюйду ждала ребёнка. Генерал приказал, чтобы после родов она приехала к нему. Перед выездом в Тифлис Ермолов поручил свою жену попечению Периджи-ханум, жены шамхала Тарковского Мехти II. Родился мальчик. Сюйду старалась понравиться генералу, а Ермолов очень привязался к жене, поэтому сын стал носить два имени — Виктор и мусульманское имя Бахтияр.
Через два года Сюйду с сыном отвезли в Тифлис в резиденцию А. П. Ермолова. Жили они в роскоши, но из дворца Сюйду почти никуда не выходила; из-за того, что Сюйду не знала ни русского, ни грузинского языка, ей было не с кем общаться. Ермолов был все время занят государственными делами, и Сюйду начала тосковать по дому отца, по родным.
Одно успокаивало Сюйду - мальчика её во дворце учили хорошим манерам, русскому языку, кормили по-царски. Когда Виктору исполнилось четыре года, его отправили в Россию, чтобы дать ему образование и воспитание.
Сюйду переезжать с сыном и мужем в Москву не захотела. Сюйду богато одели, обули, посадили в карету и с соответствующей охраной, запасом продуктов и денег отправили в Тарки.
Сюйду тем временем была так же хороша, как и раньше, а после Тифлиса и вовсе у неё появилось много ухажеров. Она выбрала таркинца Султанали, которому родила сына Черува и дочерей Джансу и Ату. В одном из источников Сюйду ошибочно названа черкешенкой.
Для многих семей из этого общества предстоящее родство с Ермоловым, несмотря на конфессиональные и национальные различия, оставалось единственной возможностью сдружиться с русскими властями. Если даже и осуждались браки с военными, то особо этому не противились.
По сведениям историка В. А. Потто, зимняя стоянка войск генерала Ермолова в мехтулинских селениях, в частности, в Казанище, прошла весело для войск. За время, пока войско находилось на зимовке здесь, многие офицеры Российской империи, в том числе и сам генерал Ермолов, успели жениться на местных девушках, заплатив их родителям калым. По мнению В. А. Потто, этому способствовали слишком свободные нравы мехтулинцев. По замечанию генерала Ермолова, стоянка превратилась в рай.

## Потомки
Дагестанский журналист Муртазали Дугричилов сообщает о потомках, которые не хотят афишировать факт их родства с Ермоловым, следующее:

— Моя прабабка на дне своего огромного сундука хранила портрет какого-то русского генерала в золоченой раме, изредка доставала его, чтобы мельком взглянуть. На вопрос: «Кто это?» она уклончиво отвечала: «Это муж нашей Сюйду. Большой начальник был. В Тифлисе жил». При этом она строго-настрого запрещала передавать эти сведения чужим…

Спустя годы мой знакомый без труда установил, что на портрете изображен Ермолов. Но как-то не верилось ему в то, что он его пра-пра-пра…— о. Сергий (Разумцев) — Потомки Ермолова